# フーコン渓谷

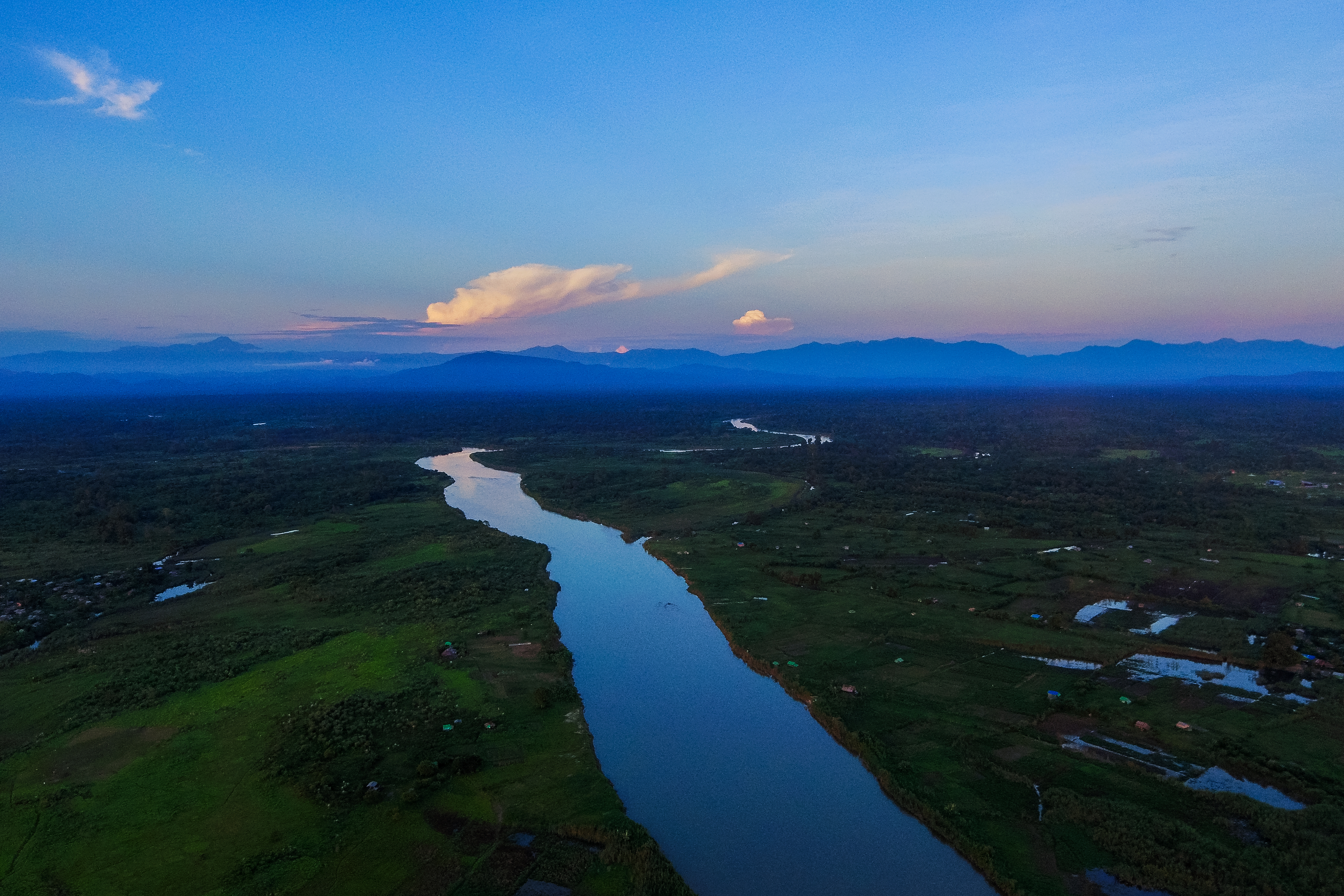
上空から

フーコン渓谷（ビルマ語: ဟူးကောင်းတောင်ကြား ALA-LC翻字法: Hū"koṅʻ" toṅʻkrā" IPA: /húkáun tàuNd͡ʑá/ フーカウン・タウンジャー、あるいは ဟူးကောင်းချိုင့်ဝှမ်း ALA-LC: Hū"koṅʻ" khyuiṅʻ'vham" IPA: /húkáuN d͡ʑa̰iNʍáN/ フーカウン・ジャインファン）とは、ミャンマー（旧ビルマ）北部、カチン州にある渓谷である。チンドウィン川の源となっている。

## 地理
この渓谷は、面積が約 14,500 km2 であり、行政区域としてはカチン州のミッチーナー県（ビルマ語: မြစ်ကြီးနားခရိုင်）タナイン市（တနိုင်းမြို့）に属している。
その西、北、東には急峻な山脈が連なっている。これらの山系からは、タナイ･クハ川、タビエ川、タワン川、テュロン川の4つの川が渓谷に流れ下っており、それらは渓谷内で合流してチンドウィン川となり、渓谷の南西方向へ流れ出る。

## 自然環境
渓谷を囲む山系の斜面は、豊富な雨量（夏の雨季に集中するが）に恵まれて深い森林地帯となっていた。特にチーク材は古くから利用されてきたが、近代になってその伐採が著しく進んだ。そのため各種生物の生息環境が急速に悪化し、とりわけトラの生息数が激減して100頭未満と推定される状況になり、絶滅の危機に瀕している。そのため、2004年に政府（ミャンマー軍事政権）はこの渓谷内の約 6500 km2 にわたる地域を「フーコン渓谷野生動物保護区」に指定して、この地域を実効支配しているカチン独立軍（KIA）と協力してトラの保護に当たっている。これは、トラの保護地域としては世界最大規模のものである。
また、1997年になってこの渓谷に生息し、現地では「フェト・ギイ」（phet-gyi ）と呼ばれていた小型のシカが、DNA の分析によりホエジカ属の独立種であることが確認された。
フーコン渓谷はコハクや金の産地としても知られる。2006年にはここで産出されたコハクから、これまでで最古のハチの化石が発見された。Melittosphex burmensis との学名が与えられたこのハチは白亜紀中期、約 1億年前のものとされている。コハクについては古くから知られており、その採掘の歴史は長い。一方、金が注目されるようになったのは比較的最近であり、現在のフーコン渓谷は一種の「ゴールド・ラッシュ」である。
ミャンマーの多くの山岳地帯がそうであるように、フーコン渓谷も交通の便が悪く、また政治的な対立問題を抱えてきたために自然環境については知られていることが少ない。その一方で、急激な開発が進み、自然環境の保護が大きな課題となっている。

## 歴史
第二次世界大戦では日本が当初ビルマを占領したが、反攻に転じた連合国側のアメリカが、フーコン渓谷を横断してビルマと中国を結ぶレド公路を建設して、抗日戦を続ける中国への補給路を確保することになる。
その建設にはアメリカ軍のアフリカ系アメリカ人からなる工兵大隊と中国人の荷役部隊が主力となった。